# Cryptomycocolacaceae
Die Cryptomycocolacaceae sind eine Familie der Ständerpilze (Basidiomycota), die in eine eigene Ordnung Cryptomycocolacales und Klasse Cryptomycocolacomycetes gestellt werden. Zu ihr gehören zwei Arten.

## Merkmale und Lebensweise
Die Cryptomycocolacomycetes sind Parasiten auf Schlauchpilzen und befallen deren Sklerotien. Sie sind durch das Vorhandensein spezieller Organellen, der Colacosomen, gekennzeichnet. Sie sind membranständig und verbinden die Hyphen des Parasiten mit denen des Wirts.
Die Basidien sind besonders lang.
Die Septalporen sind mit Microbodys assoziiert. Die Spindelpolkörper (SPBs, entsprechen funktionell den Centrosomen) sind groß, scheibenförmig und während der Kernteilung in eine Pore der Kernhülle eingebettet. Beide Merkmale, Septalporen wie SPBs, deuten auf eine basale Stellung innerhalb der Ständerpilze hin.

## Systematik
Die Cryptomycocolacomycetes gehören zu den Pucciniomycotina, ihre genaue Stellung innerhalb dieser Gruppe ist jedoch noch unklar. Die Klasse umfasst eine Ordnung mit einer Familie und zwei Arten:
- Cryptomycocolacales
  - Cryptomycocolacaceae
    - Colacosiphon
      - Colacosiphon filiformis[3]

    - Cryptomycocolax
      - Cryptomycocolax abnormis[4]

## Belege
- M.C. Aime et al.: An overview of the higher level classification of Pucciniomycotina based on combined analyses of nuclear large and small subunit rDNA sequences. Mycologia, Band 98, 2006, S. 896–905.
- Robert Bauer, Dominik Begerow, José Paulo Sampaio, Michael Weiß, Franz Oberwinkler: The simple-septate basidiomycetes: a synopsis. Mycological Progress, Band 5, 2006, S. 41–66, ISSN 1617-416X, doi:10.1007/s11557-006-0502-0.